# Xã Cotton, Quận St. Louis, Minnesota
Xã Cotton (tiếng Anh: Cotton Township) là một xã thuộc quận St. Louis, tiểu bang Minnesota, Hoa Kỳ. Năm 2010, dân số của xã này là 445 người.